# كارفان (شورتشي)
كارفان هي بلدة في مقاطعة شورتشي في ولاية صرخنداريا في أوزبكستان.